# Pyroleptomysis
Pyroleptomysis är ett släkte av kräftdjur. Pyroleptomysis ingår i familjen Mysidae.
Kladogram enligt Catalogue of Life:
| Pyroleptomysis | \| \| Pyroleptomysis peresi \| \| \| \| \| \| Pyroleptomysis rubra \| \| \| \| |
|                | \| \| Pyroleptomysis peresi \| \| \| \| \| \| Pyroleptomysis rubra \| \| \| \| |
|                | Pyroleptomysis peresi                                                          |
|                |                                                                                |
|                | Pyroleptomysis rubra                                                           |
|                |                                                                                |